# The Collection (Toto)
The Collection è una raccolta di 8 dischi dei Toto compresi tra CD Audio e DVD Video.
Comprende i loro primi 7 album: Toto, Hydra, Turn Back, Toto IV, Isolation, Fahrenheit, The Seventh One e il DVD Greatest Hits Live... and More del 2002.

## Tracce

### Disco 1:Toto
1. Child's Anthem
2. I'll Supply the Love
3. Georgy Porgy
4. Manuela Run
5. You Are the Flower
6. Girl Goodbye
7. Takin' It Back
8. Rockmaker
9. Hold the Line
10. Angela

### Disco 2:Hydra
1. Hydra
2. St. George and the Dragon
3. 99
4. Lorraine
5. All Us Boys
6. Mama
7. White Sister
8. Secret Love

### Disco 3:Turn Back
1. Gift with a Golden Gun
2. English Eyes
3. Live for Today
4. Million Miles Away
5. Goodbye Elenore
6. I Think I Could Stand You Forever
7. Turn Back
8. If It's the Last Night

### Disco 4:IV
1. Rosanna
2. Make Believe
3. I Won't Hold You Back
4. Good for You
5. It's a Feeling
6. Afraid of Love
7. Lovers in the Night
8. We Made It
9. Waiting for Your Love
10. Africa

### Disco 5:Isolation
1. Carmen
2. Lion
3. Stranger in Town
4. Angel Don't Cry
5. How Does It Feel
6. Endless
7. Isolation
8. Mr. Friendly
9. Change of Heart
10. Holyanna

### Disco 6:Fahrenheit
1. Till the End
2. We Can Make It Tonight
3. Without Your Love
4. Can't Stand It Any Longer
5. I'll Be Over You
6. Fahrenheit
7. Somewhere Tonight
8. Could This Be Love
9. Lea
10. Don't Stop Me Now

### Disco 7:The Seventh One
1. Pamela
2. You Got Me
3. Anna
4. Stop Loving You
5. Mushanga
6. Stay Away
7. Straight for the Heart
8. Only the Children
9. Thousand Years
10. These Chains
11. Home of the Brave

### Disco 8:Greatest Hits Live and More(DVD)
1. Intro (Child's Anthem)
2. Africa
3. Georgy Porgy
4. I'll Be Over You
5. David Paich Solo Spot
6. I Won't Hold You Back
7. Little Wing
8. Without Your Love
9. English Eyes
10. Rosanna
11. Afraid of Love
12. Hold the Line
13. Bonus